# Санчес, Луис Леон
Луис Леон Санчес Хиль (исп. Luis León Sánchez Gil, родился 24 ноября 1983 года, Мула, Испания) — испанский велогонщик, выступал за Rabobank., с 2015 года выступает за «Astana Pro Team».

## Достижения
Основные достижения Санчеса — победа в Тур Даун Андер в 2005 году, выигрыш в общей квалификации в гонке Париж — Ницца 2009 года, а также победы в однодневной гонке Классика Сан-Себастьяна в 2010 и 2012 году. Кроме того, он является победителем четырёх этапов Тур де Франс и четырёхкратным победителем Испанского Национального чемпионата. В 2012 году он выиграл 6-й этап многодневки Париж-Ницца. Также в 2012 году он выиграл 2 и 3 этап многодневки Тур Романдии. Главной его победой стал 14-й этап Тур Де Франс 2012. Он ушёл в отрыв и выиграл финишную борьбу у Петера Сагана. На финальной разделке Тур Де Франс он приехал третьим, проиграв только Брэдли Уиггинсу и Крису Фруму.

## Личная жизнь
Луис также известен как Лулу Санчес. Имя «Леон» он носит как второе имя в знак уважения к своему дедушке, а с конца 2006 года и как память о старшем брате, погибшем в аварии. Его младший брат Педро Леон является профессиональным футболистом и играет за футбольный клуб Эйбар. 26 июня 2015 года у Санчеса родился сын Леон Санчес Мартин-Консуэгра.

## Выступления
2004
1-й Этап 3 Clásica Internacional de Alcobendas
1-й Этап 1 Вуэльта Астурии
2005
1-й  Тур Даун Андер
1-й  Молодёжная классификация
1-й Этап 3
1-й Этап 3 Clásica Internacional de Alcobendas
2006
1-й  Молодёжная классификация Париж — Ницца
2-й Тур Даун Андер
2-й Вуэльта Кастилии и Леона
3-й Три дня Де-Панне
2007
1-й  Вуэльта Майорки
3-й Париж — Ницца
 1-й Этап 6
2008
1-й  Чемпионат Испании в индивидуальной гонке
1-й Этап 7 Тур де Франс
5-й Париж — Ницца
 1-й Этап 7
2009
1-й  Париж — Ницца
1-й Этап 7
1-й  Тур Средиземноморья
1-й Этап 8 Тур де Франс
1-й Этап 1 Тур дю От-Вар
5-й Тур Страны Басков
1-й Этап 1
2010
1-й  Чемпионат Испании в индивидуальной гонке
1-й  Circuit de la Sarthe
 1-й Этап 1
1-й Классика Сан-Себастьяна
2-й Вольта Алгарви
 1-й Этап 5(IТТ)
2-й Тур Даун Андер
 1-й Этап 5
2-й Париж — Ницца
4-й Вуэльта Каталонии
9-й Вуэльта Испании
10-й Тур де Франс
2011
1-й  Чемпионат Испании в индивидуальной гонке
1-й Этап 9 Тур де Франс
6-й Тур Пекина
2012
1-й  Чемпионат Испании в индивидуальной гонке
1-й Классика Сан-Себастьяна
1-й Этап 14 Тур де Франс
1-й Этап 6 Париж — Ницца
1-й Этап 2 Вуэльта Кастилии и Леона
10-й Тур Романдии
 1-й Этапы 3 и 4
2013
Чемпионат Испании
2-й в индивидуальной гонке
3-й в групповой гонке
2-й Тур Бельгии
 1-й Этап 5
2-й Tour de l'Ain
 1-й Этап 3
2014
1-й  Горная классификация Вуэльта Испании
1-й Этап 3 Вуэльта Кастилии и Леона
2-й La Tropicale Amissa Bongo
 1-й Этап 1
3-й Вуэльта Андалусии
8-й Тур Турции
8-й Trofeo Serra de Tramuntana
2015
Европейские игры
1-й  групповая гонка
3-й  индивидуальная гонка
5-й Вольта Алгарви
5-й Вуэльта Мурсии
2016
1-й Этап 1 Тур Страны Басков
1-й Этап 2 Вольта Алгарви
2-й Вуэльта Валенсии
4-й Вуэльта Мурсии
2017
1-й Гран-при Бруно Бегелли
2-й Вольта Алгарви
2018
1-й  Вуэльта Мурсии
2-й Вуэльта Валенсии
4-й Чемпионат Испании в групповой гонке
4-й Тур Алматы
1-й на этапе 1
5-й Вуэльта Андалусии
5-й Рут д'Окситания
8-й Тур Альп
1-й Этап 4
8-й Тур Даун Андер
8-й Тур Гуанси
2019
1-й  Вуэльта Мурсии
2-й Гран-при Мигеля Индурайна
4-й Тур Даун Андер
9-й Париж — Ницца
10-й Кэдел Эванс Грейт Оушен Роуд
Тур Швейцарии
1-й Этап 2

## Статистика

### Чемпионаты
| Соревнование      | Соревнование | 2004 | 2005 | 2006 | 2007 | 2008 | 2009 | 2010 | 2011 | 2012 | 2013 | 2014 | 2015 | 2016 | 2017 | 2018 |
| Олимпийские игры  | RR           | —    | НП   | НП   | НП   | —    | НП   | НП   | НП   | 14   | НП   | НП   | НП   | —    | НП   | НП   |
| Олимпийские игры  | ITT          | —    | НП   | НП   | НП   | —    | НП   | НП   | НП   | 32   | НП   | НП   | НП   | —    | НП   | НП   |
| Чемпионат мира    | RR           | —    | —    | —    | —    | НФ   | —    | НФ   | 164  | —    | НФ   | НФ   | 30   | —    | 66   | —    |
| Чемпионат мира    | ITT          | —    | —    | —    | —    | —    | —    | —    | —    | —    | 35   | —    | 26   | —    | —    | —    |
| Чемпионат Испании | RR           | —    | —    | —    | —    | —    | —    | —    | 14   | 6    | 3    | 4    | —    | 9    | —    | 4    |
| Чемпионат Испании | ITT          | 2    | —    | —    | 2    | 1    | 2    | 1    | 1    | 1    | 2    | 19   | 4    | 5    | —    | —    |

### Гранд Туры
| Гонка00000000000000000000000 | 2005 | 2006 | 2007 | 2008 | 2009 | 2010 | 2011 | 2012 | 2013 | 2014 | 2015 | 2016 | 2017 | 2018 | 2019 |
| ---------------------------- | ---- | ---- | ---- | ---- | ---- | ---- | ---- | ---- | ---- | ---- | ---- | ---- | ---- | ---- | ---- |
| Джиро д'Италия               | —    | —    | —    | —    | —    | —    | —    | —    | —    | —    | 35   | —    | 43   | 25   | —    |
| Тур де Франс                 | 108  | —    | —    | 62   | 26   | 10   | 57   | 64   | —    | —    | —    | 48   | —    | НФ   |      |
| Вуэльта Испании              | —    | НФ   | 72   | —    | —    | 9    | 53   | —    | НФ   | 56   | 33   | 26   | 32   | —    |      |

### Многодневки
| Гонка               | 2004 | 2005 | 2006 | 2007 | 2008 | 2009 | 2010 | 2011 | 2012 | 2013 | 2014 | 2015 | 2016 | 2017 | 2018 | 2019 |
| Тур Даун Андер      | —    | 1    | 2    | —    | 8    | 12   | 2    | —    | 26   | —    | —    | 13   | 15   | 16   | 8    | 4    |
| Париж — Ницца       | 73   | 54   | 13   | 3    | 5    | 1    | 2    | 28   | 17   | —    | —    | НФ   | 17   | —    | 21   | 9    |
| Тиррено — Адриатико | —    | —    | —    | —    | —    | —    | —    | —    | —    | —    | —    | —    | —    | 22   | —    | —    |
| Вуэльта Каталонии   | —    | 92   | 71   | —    | 78   | —    | 4    | —    | 49   | —    | 28   | —    | —    | —    | —    | —    |
| Тур Страны Басков   | —    | —    | —    | —    | —    | 5    | —    | 14   | —    | —    | 37   | 18   | 46   | 32   | —    | 27   |
| Тур Романдии        | —    | —    | —    | —    | —    | —    | —    | 56   | 10   | 9    | —    | —    | НФ   | —    | —    | —    |
| Критериум Дофине    | —    | —    | —    | 23   | —    | —    | —    | 44   | 12   | —    | —    | —    | 33   | НФ   | —    | —    |
| Тур Швейцарии       | —    | —    | —    | —    | —    | —    | 35   | —    | —    | 36   | —    | —    | —    | —    | —    |      |
| Тур Польши          | —    | —    | —    | —    | 56   | —    | —    | —    | —    | 25   | —    | —    | —    | 18   | —    |      |

### Однодневки
| Монументальные          | 2004           | 2005           | 2006           | 2007 | 2008 | 2009 | 2010 | 2011 | 2012 | 2013 | 2014 | 2015 | 2016 | 2017 | 2018 | 2019 |
| Милан — Сан-Ремо        | —              | —              | 63             | —    | —    | 34   | —    | —    | —    | —    | —    | —    | 11   | 28   | 28   | —    |
| Тур Фландрии            | НФ             | НФ             | —              | НФ   | —    | —    | —    | —    | —    | —    | —    | —    | —    | —    | —    | —    |
| Париж — Рубе            | НФ             | —              | —              | —    | —    | —    | —    | —    | —    | —    | —    | —    | —    | —    | —    | —    |
| Льеж — Бастонь — Льеж   | НФ             | —              | —              | НФ   | 86   | —    | 26   | НФ   | 64   | —    | —    | 30   | 27   | НФ   | —    | 55   |
| Джиро ди Ломбардия      | —              | —              | —              | —    | —    | —    | —    | —    | —    | —    | НФ   | —    | —    | НФ   | —    |      |
| Классические            | 2004           | 2005           | 2006           | 2007 | 2008 | 2009 | 2010 | 2011 | 2012 | 2013 | 2014 | 2015 | 2016 | 2017 | 2018 | 2019 |
| Страде Бьянке           | не проводилась | не проводилась | не проводилась | —    | —    | —    | —    | —    | —    | —    | —    | —    | —    | 14   | —    | —    |
| Амстел Голд Рейс        | 77             | —              | —              | НФ   | 91   | —    | —    | 66   | —    | —    | —    | 63   | 45   | —    | —    | —    |
| Флеш Валонь             | 88             | —              | —              | НФ   | 68   | —    | 84   | —    | —    | —    | —    | 54   | 31   | —    | —    | 44   |
| Классика Сан-Себастьяна | 120            | —              | 132            | —    | —    | 19   | 1    | 28   | 1    | —    | —    | 21   | 17   | —    | —    |      |

| —  | Не участвовал  |
| НФ | Не финишировал |
| НП | Не проводилась |